# 土耳其
土耳其共和国（土耳其語：Türkiye Cumhuriyeti，發音：[ˈtyɾcije dʒumˈhuːɾijeti] ⓘ），通稱土耳其，是橫跨欧亚两洲的共和國，其國土包括西亞的安納托利亞半岛、以及东南欧巴尔干半岛的东色雷斯地區；其中亞洲部分包含了約97%的領土與87%的人口。建立於1923年，並繼承奥斯曼帝国的國家地位。首都是位處安納托利亞高原正中央的安卡拉，最大城市伊斯坦堡則是世界唯一橫跨兩大洲的國際大都市。
土耳其北臨黑海，南临地中海，东南与叙利亚、伊拉克接壤，西临爱琴海與希腊以及保加利亞接壤，東部與格鲁吉亚、亞美尼亞、阿塞拜疆、伊朗接壤。在安納托利亞半島和東色雷斯地區之間的，是博斯普魯斯海峽、馬爾馬拉海和達達尼爾海峽，屬黑海海峽，別稱土耳其海峽，是連接黑海以及地中海的唯一航道；其中伊斯坦堡的城區即橫跨博斯普魯斯海峽兩岸。其氣候屬溫帶地中海型氣候，南部和西部氣候溫和，夏季乾熱，冬季多雨；黑海沿岸，涼爽濕潤；內陸、東北、東南則冬季寒冷，夏季乾熱。
土耳其的国名来源于奥斯曼帝国末期的突厥民族认同，由于属于突厥语民族而使用意为突厥人的「土耳其」作为国名。土耳其是聯合國、北大西洋公約組織、伊斯蘭合作組織等政府間國際組織的成員，並自1980年代起就致力於加入歐洲聯盟，但是歐盟對土耳其在賽普勒斯問題、亞美尼亞種族大屠殺、對庫德族的壓迫、人權及新聞自由等問題，加上社会以信仰伊斯蘭教為主（歐盟成員國均為基督教國家）等問題，導致加入歐盟的時程遭到推遲。土耳其于2009年起成为突厥国家组织成员国。

## 國名
土耳其這個國名在土耳其語中為「Türkiye」，該詞彙來源於鄂圖曼土耳其語，意為「突厥人的土地」。日語漢字表記為土耳古，源于葡萄牙语“turco”。
中译名“土耳其”一词一般认为译自英语“Turkey”，始见于清道光十七年（1837年）《东西洋考每月统记传》，该译名也为越南语所接纳，並以国语字的写法沿用至今。
在英語中，土耳其長期被稱為「Turkey」，該詞彙源於中古拉丁語詞彙Turchia和Turquia，意為「突厥人的土地」。14世紀中葉，杰弗里·乔叟的《公爵夫人之書》中將土耳其稱為「Turkye」。而「Turkey」這個現代拼寫法至少可以追溯到1719年。
不過，因為「Turkey」一詞的含義後來在英語中有「火雞」、「愚蠢的人」、「失敗」等負面的意思，所以有很多土耳其人認為這損害了國家聲譽。2021年12月，土耳其總統雷杰普·塔伊普·埃尔多安下令避免使用「Turkey」、「Turkei」、「Turquie」等敏感詞彙，將出口產品上「Made in Turkey」的英文標籤改為「Made in Türkiye」。土耳其广播电视公司国际频道指出，這是為了避免土耳其與火雞這種鳥的貶義聯繫起來。
2022年1月，土耳其政府計劃將其在聯合國的國際官方名稱註冊改為「Türkiye」。5月31日，外交部長梅夫呂特·恰武什奧盧致函聯合國及其他國際組織，要求使用「Türkiye」這個名字。6月1日，聯合國收到土耳其外交部遞交的申請信件，並將土耳其的國際官方名稱更改為土耳其語中的「Türkiye」。2023年1月5日，美國國務院宣佈將會跟隨土耳其官方改用「Türkiye」。

## 历史

### 史前安纳托利亚及东色雷斯

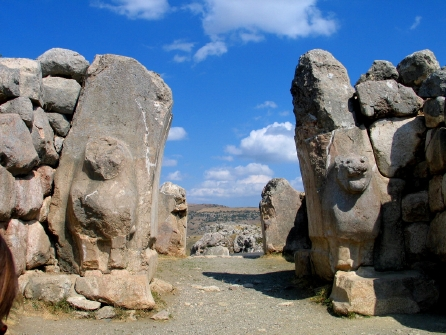
赫梯帝国首都哈图沙的狮门。这一城市的历史可追溯至公元前6世纪

安那托利亚半岛是世界上最早有人永久定居的区域之一，囊括了今土耳其的大部分地区。古安纳托利亚人自新石器时代起即于此生活，直至亚历山大大帝征服此地。这些民族普遍使用安那托利亚语言（印欧语系的分支之一）。赫梯语和卢维语历史悠久，由此一些学者认为安纳托利亚可能是印欧语系中诸语言的发源地。土耳其的欧洲部分称东色雷斯，至少自四万年前即有人定居，并在约前6000年时即进入了新石器时代，其居民亦开始进行农业活动。
哥贝克力石阵是迄今所知最早的人造宗教建筑，其历史可追溯至公元前10,000年。加泰土丘位于南安纳托利亚，为一大型新石器时代和铜石并用时代定居点，存在于约公元前7500年至5700年，为至今发现的最大及保存最为完好的新石器时代遗址，于2012年7月被指定为联合国教科文组织世界遗产。特洛伊发源于新石器时代，并一直延续至铁器时代。
安纳托利亚已知最早的居民为哈梯人和胡里特人，为非印欧民族，最早于约前2300年分别居住于安纳托利亚中部和东部地区。前2000年至1700年，印欧民族赫梯人到来并逐渐同化了如上两个民族，建立起这一区域最早的帝国（前18世纪至前13世纪）。亚述人最早于前1950年征服并定居于土耳其南部地区，其统治一直持续至前612年。根据亚述记载，乌拉尔图于前9世纪崛起，成为其强劲的北部敌人。
约前1180年赫梯帝国崩溃，另一支印欧民族弗里吉亚人在此区域崛起，直至于前7世纪其王国为辛梅里安人所摧毁。自前714年起乌拉尔图亦遭受相同打击，并于前590年为米底人所征服。在弗里吉亚的后继国家中，最为强大的要属吕底亚、卡里亚和吕基亚。

### 古典时期和拜占庭时期

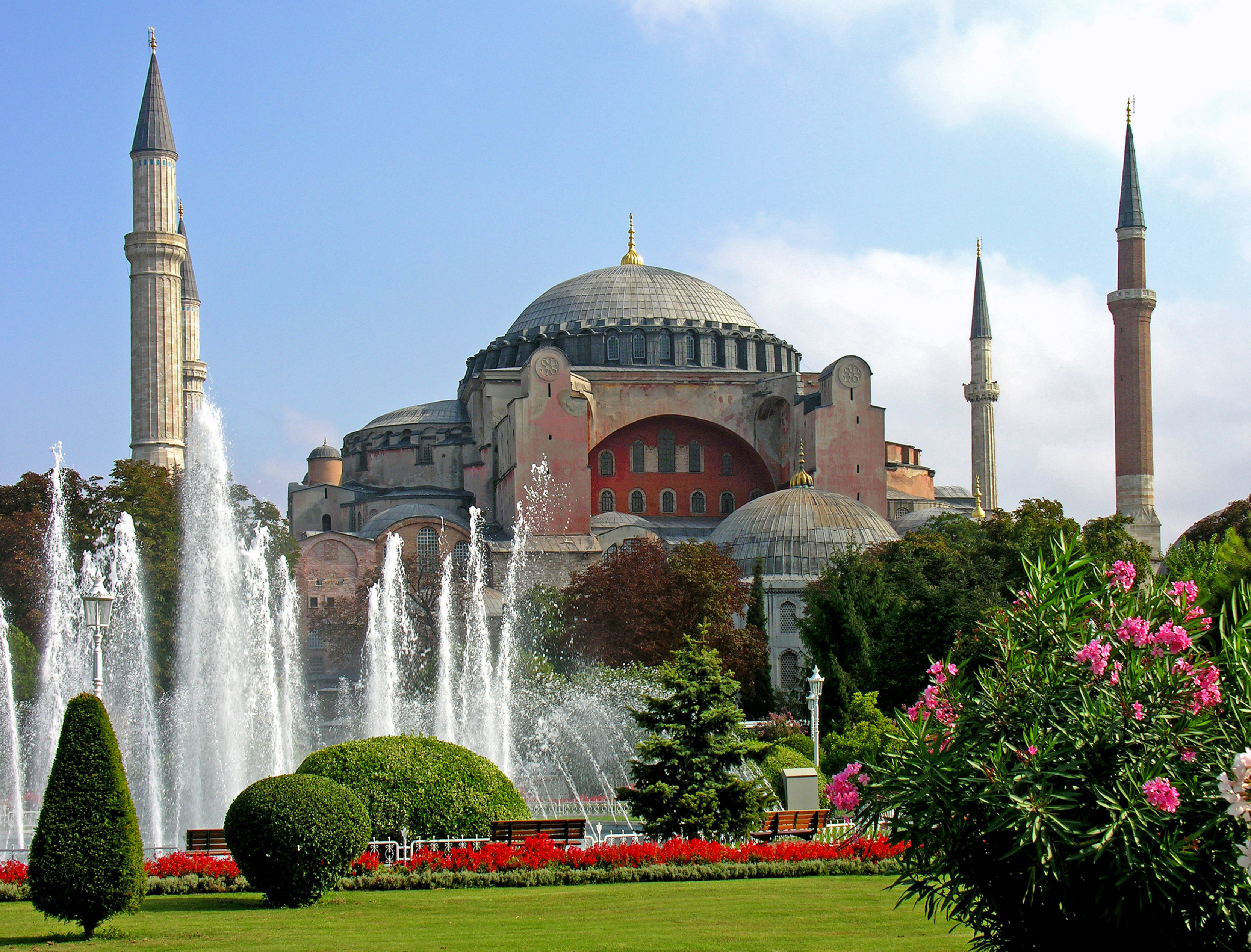
伊斯坦布尔的圣索菲亚于6世纪为拜占庭帝国所建，原为教堂，后为清真寺、博物馆，现重为清真寺

自约前1200年起，安纳托利亚海岸开始为希腊的伊奥利亚人和爱奥尼亚人所集中定居。这些殖民者建立了一系列的重要城市，如米利都、以弗所、士麦拿和拜占庭，其中拜占庭为墨伽拉于前657年建立。史上首个称亚美尼亚的国家为亚美尼亚裔奥龙特王朝于前6世纪建立的国家，包括土耳其东部的一些地区。在土耳其西北部，最为重要的一支部落为奥德里西亚人，为特雷斯一世所建立。
前6世纪，今土耳其全境为波斯阿契美尼德帝国所征服。古代世界七大奇迹之一的摩索拉斯王陵墓即源于这一时期。前334年，这一区域为亚历山大大帝所征服，其文化受到希腊化的影响，开始日渐同一化。前323年亚历山大过世，安纳托利亚分裂为一系列希腊化国家，而至前1世纪中期，这些国家亦全部被纳入罗马共和国版图。在罗马统治之下，希腊化进程进一步加快，至公元后几个世纪时当地的安纳托利亚语言已经灭绝，由古希腊语和文化取而代之。
324年，君士坦丁一世选定拜占庭为罗马帝国新首都，将之更名为新罗马，俗称君士坦丁堡。395年狄奥多西一世死后，罗马帝国一分为二，这一城市成为东罗马帝国的首都。这一帝国为史学家称作拜占庭帝国，并于此后长期统治今土耳其地区，直至中世纪后期，但这一地区在7世纪上半叶之前都持续受到拜占庭-萨珊战争战火的蹂躏。

### 塞尔柱和奥斯曼帝国

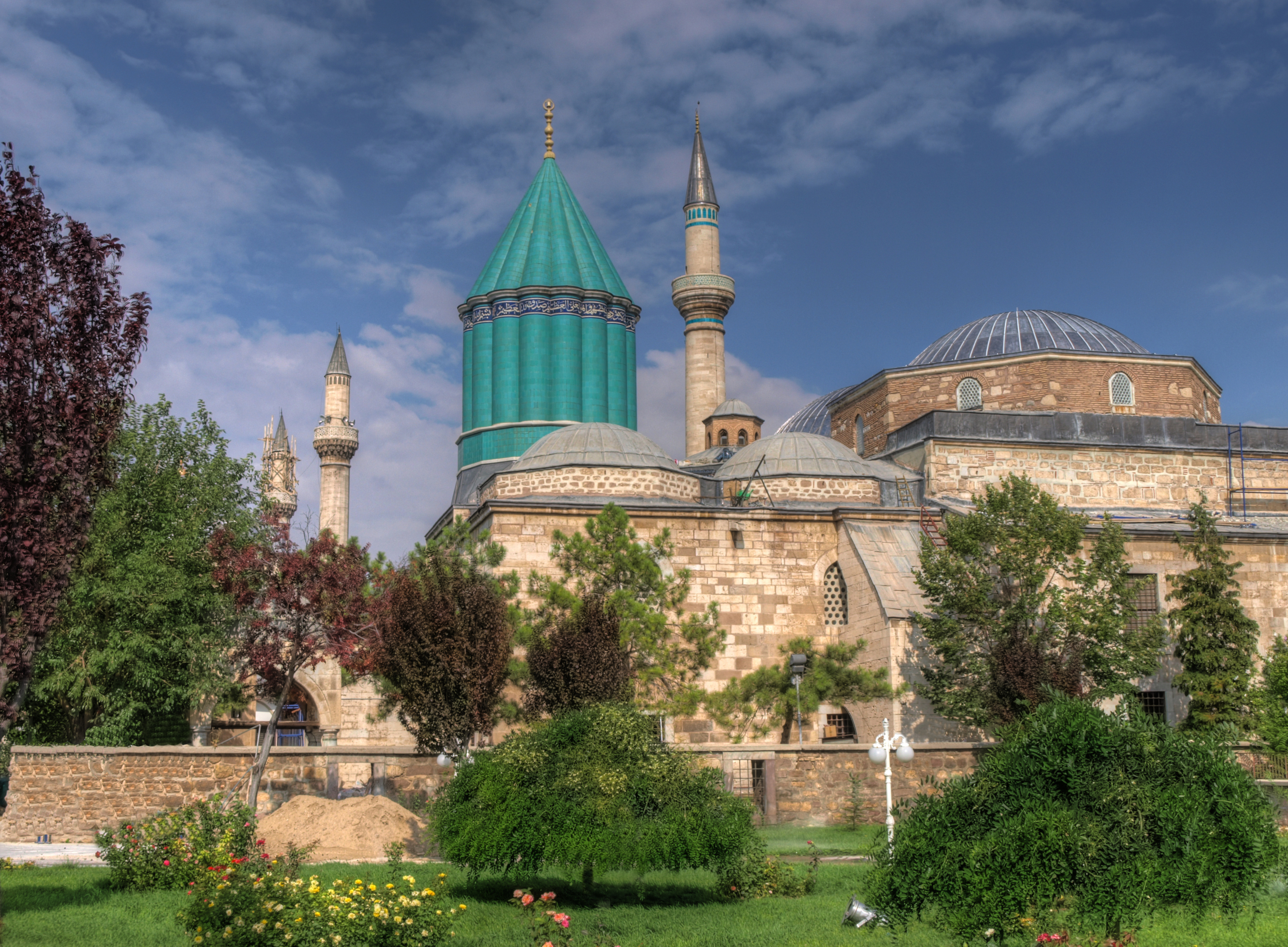
科尼亚的鲁米墓，于1274年未塞尔柱突厥人所建。科尼亚是鲁姆苏丹国的首都

塞尔柱王朝为乌古斯突厥人的一支，9世纪时定居于穆斯林世界边缘的烏古斯葉護國，里海与咸海以北。10世纪时，塞尔柱人由其发源地迁徙至波斯，这一地区也成为大塞尔柱帝国的行政中心。
11世纪下半叶，塞尔柱人开始渗透入安纳托利亚东部地区。1071年，塞尔柱帝国于曼齐刻尔特战役中击败拜占庭帝国，由此这一区域的突厥化进程开始，土耳其语和伊斯兰教得到传播，安纳托利亚也逐渐由基督教希腊语地区转变为穆斯林土耳其语地区。此外，高度波斯化的塞尔柱人亦奠定了波斯化文化的基础，并将得到其继承者奥斯曼帝国的延续传承。
1243年，塞尔柱帝国为蒙古人所击败，并逐渐开始解体。其后的安纳托利亚諸侯国之一为奥斯曼一世所统治，在此后200年时间内逐渐演化为奥斯曼帝国。1453年，奥斯曼人攻陷君士坦丁堡，完成了对拜占庭帝国的征服。
1514年，苏丹塞利姆一世（1512年–1520年）在查尔迪兰战役中击败萨非王朝沙阿伊斯玛仪一世的军队，由此扩张了帝国南部和东部的领土。1517年，塞利姆一世进一步将帝国扩张入阿尔及利亚和埃及，并在红海建立了海军。此后奥斯曼帝国和葡萄牙帝国开始争夺印度洋霸权，在红海、阿拉伯海和波斯湾区域发生了一系列海战。葡萄牙在印度洋的活动对奥斯曼帝国对东亚和西欧贸易（此后统称丝绸之路）的垄断形成了挑战。1488年葡萄牙航海家巴尔托洛梅乌·迪亚士发现非洲新海路，进一步挑战了奥斯曼帝国的垄断，对其经济造成了严重的打击。
奥斯曼帝国的国力和声望在16世纪和17世纪达到顶峰，尤其是在苏莱曼大帝统治时期内。帝国在通过巴尔干半岛向中欧和波兰-立陶宛南部扩张的过程中时常同神圣罗马帝国发生冲突。奥斯曼帝国海军同一系列神圣同盟（主要包括西班牙哈布斯堡王朝、热那亚共和国、威尼斯共和国、圣若望骑士团、教宗国、托斯卡纳大公国和萨伏依公国）在地中海展开霸权争夺。在东部，奥斯曼帝国亦就一系列领土和宗教问题同波斯萨非王朝于16世纪至18世纪开展战事。这些战争之后在桑德王朝、阿夫沙尔王朝和卡扎尔王朝时期得到了延续，直至19世纪上半叶才宣告终结。自16世纪至20世纪初，奥斯曼帝国还同俄罗斯帝国多次交战，最初原因是奥斯曼帝国希望巩固东南欧领土，但此后迅速发展为奥斯曼帝国的存亡问题。16世纪至19世纪上半叶，奥斯曼帝国、波斯帝国和俄罗斯帝国互为敌国。
自19世纪初开始，奥斯曼帝国逐渐衰落，其领土范围、军事实力和经济实力逐渐萎缩，许多巴尔干半岛的穆斯林和高加索地区逃离俄国军事征服的切尔克斯人迁移至安纳托利亚。奥斯曼帝国的衰落同时还导致了其统治区域内民族主义的崛起，民族间冲突时有发生，如针对亚美尼亚人的哈米德大屠杀。
第一次世界大战中奥斯曼帝国加入同盟国一方作战，最终战败。战争期间，帝国内的亚美尼亚人被从东安纳托利亚驱逐至叙利亚，此为亚美尼亚种族大屠杀的一部分，造成近1,500,000名亚美尼亚人死亡。土耳其政府否認大屠殺的發生，称亚美尼亚人只是被从东部战区转移出去。对于其他族群诸如亚述人和希腊人的大规模屠杀亦有发生。1918年10月30日《穆德洛斯停战协定》签订，协约国战胜方试图通过1920年《色佛尔条约》对奥斯曼帝国进行瓜分。

### 土耳其共和国

土耳其共和国国父凯末尔

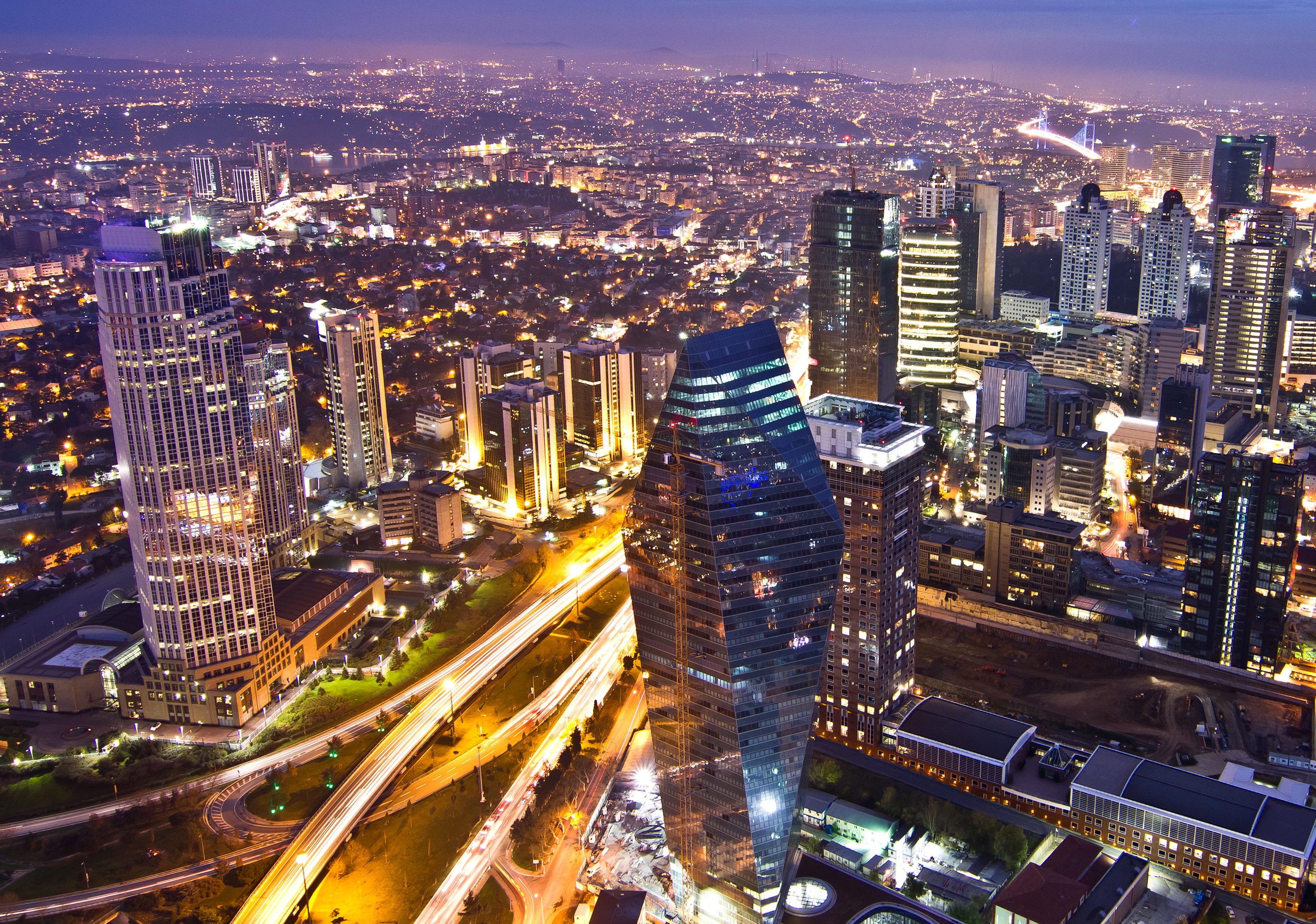
伊斯坦堡

第一次世界大战后协约国对君士坦丁堡和士麦拿的占领导致了土耳其国民运动的发生。在加里波利之战中建立名望的军官穆斯塔法·凯末尔领导这一运动，发起了土耳其独立战争，试图挑战《色佛尔条约》中的条款。
1922年9月18日，占领军已被驱逐，位于安卡拉的土耳其政权（1920年4月自称为全国合法政府）开始在法律上将旧奥斯曼体制转型为新的共和体制。1922年11月1日，新建立的议会正式废除苏丹国，终结了623年的奥斯曼君主统治。1923年7月24日《洛桑条约》签署，新建立的“土耳其共和国”受国际认可为奥斯曼帝国的合法继承国，共和国也于1923年10月29日于新首都安卡拉正式宣告成立。《洛桑条约》亦规定了希腊和土耳其的人口交换，110万名希腊人离开土耳其前往希腊，而380,000名穆斯林则由希腊来到土耳其。
穆斯塔法·凯末尔成为共和国的首任总统，并推行了一系列的激进改革，试图将旧的奥斯曼-土耳其国家彻底转变为新的世俗共和国。1934年土耳其议会通过《姓氏法》，授予穆斯塔法·凯末尔“阿塔图尔克”这一荣誉姓氏（意为“土耳其人之父”）。
土耳其在第二次世界大战大多数时间内保持中立，隨著蘇德战争德軍佔領高加索地區，1942年納粹德國曾擬定了一個軍事行動入侵土耳其，代号為格特魯德，德國將和其盟國保加利亞王國入侵土耳其，但此行動因盟國意大利投降從未執行。后于1945年2月23日战争收官阶段加入同盟国阵营。1945年6月26日，土耳其成为联合国宪章会员国。战后希腊发生共产党叛乱，苏联发动土耳其海峡危机以图在土耳其海峡建立军事基地，导致美国于1947年开始推行杜鲁门主义，对土耳其和希腊的安全进行维护，美国也对土耳其进行了大规模的军事和经济援助，例如1948年欧洲经济振兴计划，希土两国都为马歇尔计划和经济合作与发展组织包括在内，并在1952年加入北大西洋公约组织以遏止苏联在地中海的扩张，且于1961年成为经济合作与发展组织创始国。
土耳其同联合国军一同参与了朝鲜战争。在十年的塞浦路斯社区暴力冲突和1974年7月15日塞浦路斯政变（由准军事组织埃奥卡B发动，推翻总统马卡里奥斯，亲希腊的尼科斯·桑普森成为独裁者）后，土耳其于1974年7月20日入侵塞浦路斯。九年之后仅由土耳其承认的北塞浦路斯土耳其共和国成立。
土耳其的一党制时期于1945年结束，在此后数十年内开始向多党制民主过渡，但其间为1960年、1971年和1980年三次军事政变及1997年军事备忘录所打断。1984年，库尔德分离组织库尔德工人党开始针对土耳其政府发动叛乱，至今已造成超过40,000人死亡。和谈现今正在进行中。1980年代土耳其经济自由化以来，该国经济强势增长，政治也趋于稳定。現行的憲法在1982年11月7日起實施，憲法奉行世俗主義。2010年土耳其修憲公投通過了新的憲法，限制了軍隊的權力。2013年，土耳其失业率由降转升，与此同时盖齐公园的拆除计划頒布，在多个省份引发了广泛的反政府抗议运动，导致土耳其开始转向不自由的民主并與西方國家關係惡化。2016年土耳其未遂政變後的2016年土耳其整肃加剧了这一转变。2017年1月21日，土耳其议会通过了实行总统制的宪法修正案，已经通过全民公投决定实施此修正案，土耳其将从2019年总统选举和议会选举后开始实行总统制，总理职位也将废除。由于总统和议会选举的提前，这一转变最终在2018年6月24日实施。

## 政治

星月标志是土耳其的非官方象征，源于奥斯曼帝国。土耳其是少数没有国徽的国家。

1923年土耳其建國後直至2018年，土耳其政治体制是以議會制代議民主制的共和體制為框架，奉行多黨制，2018年大選後改行總統制，實行至今。
土耳其總統是政府的國家元首和政府首腦，任期五年，可以連選連任一次，行政權由政府行使，總統掌握行政權，立法權則屬於政府及土耳其大國民議會，大國民議會與總統任期相同，現設有600席，由比例代表制選舉產生，任期五年；司法則獨立於行政及立法，但總統擁有對法官的提名權。土耳其的政治體制以分權為原則。
2014年8月10日的总统选举上，時任总理埃尔多安成功当选土耳其总统，这是自由选举中少數仅有的同时拥有民选总统、总理权力的政治家之一。2017年通過公民投票修改憲法，在下屆大選後取消總理一職，改行總統制。
土耳其目前是某種意義上是一黨獨大的總統制國家。因為奉行多黨制和舉行定期選舉，土耳其可以稱得上中東最民主的穆斯林國家，但因為近年土耳其政府以高壓鎮壓庫爾德人的關係，加上人權及新聞自由有倒退狀況，因而也被視為不自由的民主國家。
土耳其法律中有禁止侮辱土耳其的條款。土耳其刑法301條禁止侮辱土耳其民族、也禁止侮辱土耳其共和國、土耳其的政府機構或土耳其的民族英雄。土耳其刑法299條禁止侮辱土耳其總統，而這項法律涉及到了幽默或諷刺等表達方式。在土耳其，觸犯刑法301條的人，也就是侮辱土耳其的人，可處六個月至兩年有期徒刑。

## 军事

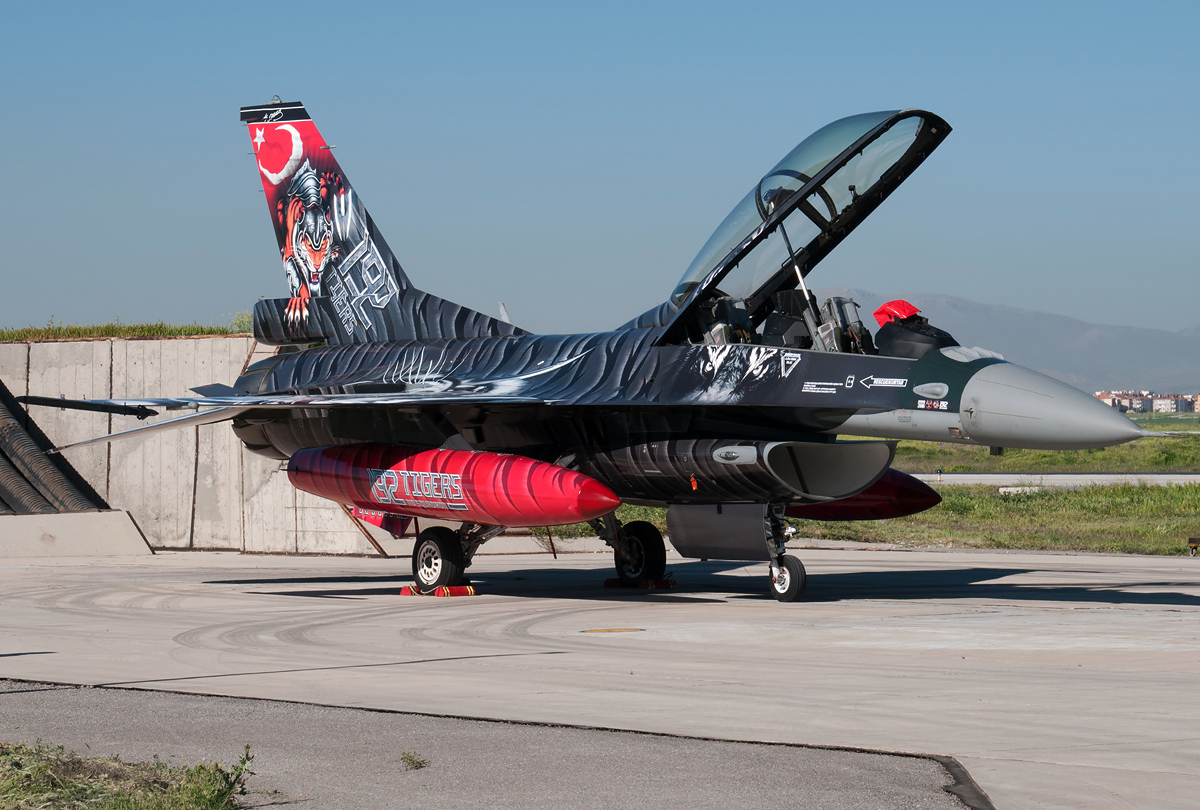
土耳其F-16 C/D

土耳其武装部队由陆军，海军和空军组成。宪兵和海岸警卫队平时受内务部指挥，但战时則服从陆军和海军的指挥，在此期间，他们同时有内部军事法庭和军事职能。
土耳其武装部队是北约第二大常设部队，仅次于美国军队，据北约在2011年估计，土耳其有495,000人可部署武装力量。土耳其被认为是中东地区除以色列外最强的军事力量。
在伊斯蘭國於敘利亞和伊拉克崛起後，與各國共同參與打擊ISIS。但在打擊行動中土國被指一直採取曖昧不明的態度，與ISIS的關係備受質疑。俄國曾公布無人機空拍實況影片，指控土耳其向ISIS購買地下石油資助其恐怖活動
2015年11月24日，土耳其軍方擊落俄羅斯戰鬥機，土俄兩國關係大幅交惡。
2016年7月15日，土耳其軍方内部派系發動政變，企圖推翻总统雷傑普·塔伊普·埃爾多安，冀望达到中断土耳其伊斯兰化的目的，但最后以失败告终。这场未遂政变造成至少265人死亡和数千名群众受伤。此後，土耳其軍隊遭到埃爾多安大清洗。
2019年10月伊斯蘭國戰役大致結束，在美軍撤出在敘利亞庫爾德地區象徵性的軍事力量後，土耳其宣佈進行「和平之泉」軍事行動，打擊當地的庫爾德民兵。

## 行政区划
土耳其行政区划等级为省、县、乡、村。全国共有81个省。

## 人口
人口：78,785,548人（2011年7月）
| 年龄 | 人数    | 人口构成（2010年） | 人口构成（2010年） | 人口构成（2010年） | 人口构成（2010年） |
| 80+  | 597,397 | 男                 |                    |                    | 女                 |

| 75—79 | 720,935 |  |  |  |  |

| 70—74 | 1,098,952 |  |  |  |  |

| 65—69 | 1,513,508 |  |  |  |  |

| 60—64 | 1,872,635 |  |  |  |  |

| 55—59 | 2,062,228 |  |  |  |  |

| 50—54 | 2,453,379 |  |  |  |  |

| 45—49 | 3,210,416 |  |  |  |  |

| 40—44 | 3,899,599 |  |  |  |  |

| 35—39 | 4,889,742 |  |  |  |  |

| 30—34 | 6,450,131 |  |  |  |  |

| 25—29 | 5,845,812 |  |  |  |  |

| 20—24 | 6,880,252 |  |  |  |  |

| 15—19 | 6,693,554 |  |  |  |  |

| 10—14 | 6,615,428 |  |  |  |  |

| 5—9 | 6,889,363 |  |  |  |  |

| 0—4 | 6,033,346 |  |  |  |  |

### 宗教
土耳其宗教（2016） 
土耳其是個沒有官方國教的世俗國家，土耳其憲法提供人民有宗教自由的權利。但因绝大多数人为信奉伊斯兰教的穆斯林，宗教对社会影响巨大。
根據來自易普索最新資料顯示，2016年，伊斯蘭教是土耳其的主要宗教，佔總人口83％，其次有13％人是無宗教信仰者，基督宗教為2%。
自從伊斯蘭教成立以來，宗教的作用一直被爭論不休。幾十年來，在學校和政府機關大樓內被禁止穿著蓋頭，因為穿著蓋頭被視為一種政治伊斯蘭的象徵。然而，這禁令在2011年起在大學取消，2013年政府機關大樓、2014年學校、2017年武裝部隊也都陸續取消此禁令。艾爾多安政府和正義與發展黨追求明確伊斯蘭教育政策的議程，以“提高虔誠的一代”，以對抗世俗的抵抗，但在過程中造成許多土耳其無宗教信仰的公民失業和失學。

### 民族
土耳其人口中，土耳其人约占70—75%，库尔德人占18%，其他少数民族约占7—12%。

#### 土耳其人
土耳其人是現代土耳其共和國的主體民族，是從11世纪以后由中亞遷入小亞細亞的烏古斯人、拜占庭希臘人、阿拉伯人與波斯人混血而成，烏古斯人並把伊斯蘭信仰帶入當地。
96.8％是穆斯林，其中絕大多數是遜尼派，剩下的2％主要是基督宗教和猶太教。
根據2021年的Turkish DNA Project（土耳其人的DNA檢測專案），土耳其族有53.5%為安納托利亞土著血統，也就是古希臘人血統。15.75%才是突厥人血統，還有13.8%為巴爾幹人血統，另外7%為亞美尼亞人血統；6.4%為伊朗人血統；3.6%為喬治亞人血統。

#### 库尔德人
庫爾德族人是土耳其人口最多的少數民族，共有1,400萬人，其中大約700萬人生活在東部和東南部大片地廣人稀的地區。土耳其的大多数庫爾德族人也都是穆斯林，他們外表上和土耳其人沒兩樣，但是在語言、文化和家庭傳統上却大相徑庭。
庫爾德人和土耳其人之間的矛盾衝突早有歷史記載。虽然库尔德人没有像亚美尼亚人那样经历土耳其奥斯曼帝国政府的种族屠杀，但库尔德人一直为独立而奋斗。庫德建國運動是中東長達半世紀以上的問題，其聚居區橫跨五國，這五國都不可能損失自己領土去讓其「建國」。土耳其境內的庫德人聚集區最大，其人數約一千四百萬。這些庫德族人在土耳其境內並成立了庫工黨進行游擊戰，90年代執行諸多炸彈汽車事件，土將其宣告為恐怖組織，而後者也成為了成為土國一大長期內患。其強勢總統埃爾多安上台後色彩鮮明反對西方扶植庫德族去打伊斯蘭國的戰略，認為其拿到的武器和戰鬥訓練遲早用來對付土耳其人

#### 拉茲人
拉兹人一共有25萬人口，主要居住在特拉布宗和里澤之間的河谷。拉茲人曾經信奉基督教，現在卻多為穆斯林。他們屬於高加索民族，語言也與格魯吉亞語有着很深的聯繫。正如1991年前土耳其禁止庫爾德族說庫爾德語一樣，拉茲語也被土耳其當局禁止。

#### 含姆辛人
含姆辛人是一个很少为外界所知，且与亞美尼亞人有关联的民族。含姆辛人有数个风俗相异的分支，主要分布在土耳其东部，人口超过50万，另外在高加索地区也有少量分布。含姆辛人原本來自土耳其東部的黑海沿岸地區，但現仍居住在此地区的仅约数萬人，很多含姆辛人早就遷入了土耳其各地的城市。现在大部分含姆辛人使用土耳其语，但仍有部分人坚持使用含姆辛语。目前含姆辛人不被土耳其政府认同擁有少数民族的合法地位。当下土耳其境內的含姆辛人多為穆斯林。

#### 亞美尼亞人
目前大約有8萬亞美尼亞人居住在土耳其境內，主要分佈在伊斯坦堡、凡湖附近和安塔基亞，全部信仰基督教，佔土耳其基督徒比例約50%。
在奥斯曼帝國最後幾年，兩族之間爭議不斷，使得雙方關係一直非常緊張。在1915至1917年期间，约150万亚美尼亚人被当时的奥斯曼政府杀害，更有大量被驱除出故土。历史书存在不同记载。有23个国家官方承认对亚美尼亚人的大规模杀戮为种族屠杀，而土耳其官方单方面否认其为种族屠杀。

#### 亚述人
历史上小亚细亚东部是亚述人的故乡，但后来由于奥斯曼帝国政府的屠杀和战乱，亚述人的数量不断锐减。现在土耳其东南部仍有数万亚述人居住，信奉基督教。

### 移民
土耳其国家领导人雷杰普·塔伊普·埃尔多安及其领导的正义与发展党宣称“叙利亚人是我们的兄弟”，并始终积极接收叙利亚内战难民，坚持其为数百万难民提供庇护的政策，由此使土耳其成为全球第一大难民接收国，并引发了相关社会问题。截至2023年，土耳其共收容了约400万难民，其中包括超过300万叙利亚内战难民，以及大量伊拉克人和阿富汗人。土耳其前反对派领导人凯末尔·克勒奇达尔奥卢于2023年土耳其大选中批评埃尔多安的难民政策，并承诺一旦当选总统就会遣返所有难民。

## 地理

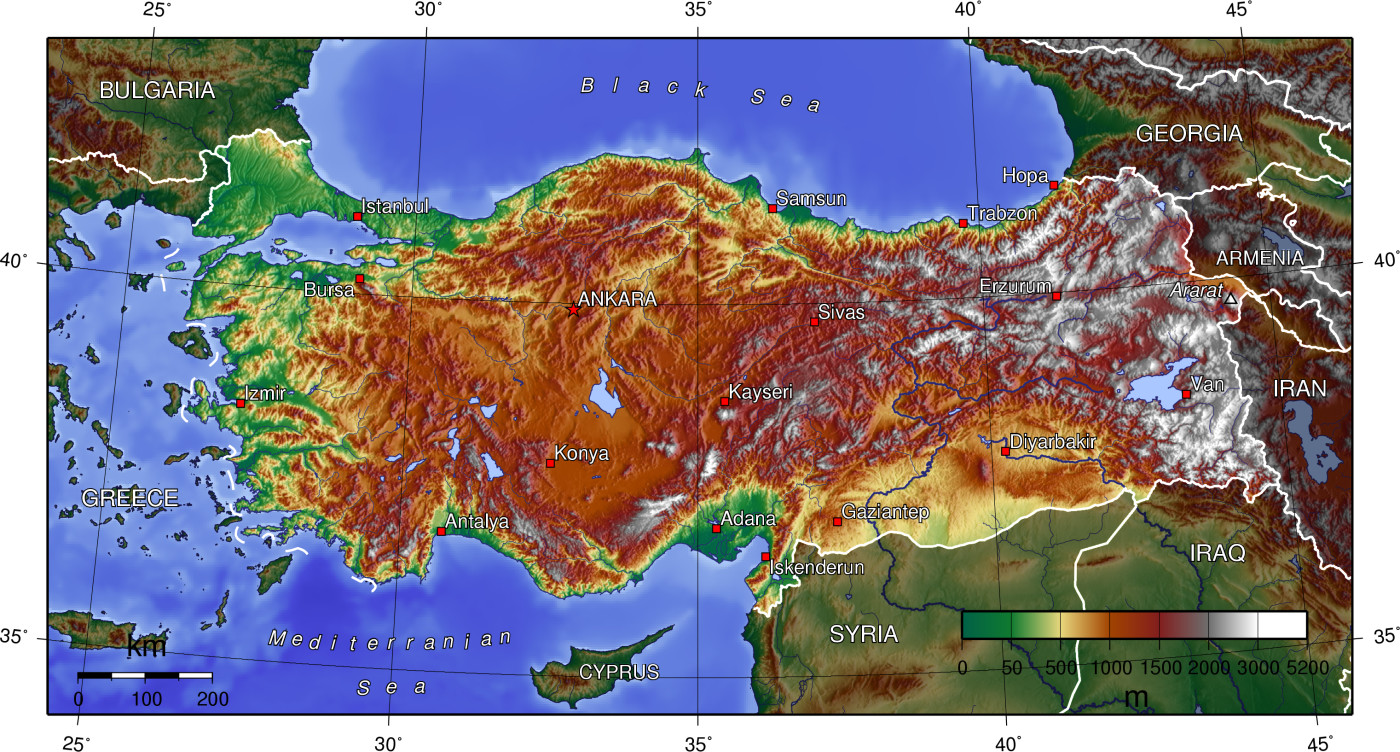
土耳其地形图，全境大部分地区为高原

土耳其處於歐亞連接處的重要地理位置，陸地總面積達780,576平方公里，略小于巴基斯坦。北临黑海，与罗马尼亚、乌克兰和俄罗斯相望；南临地中海，遙望塞浦路斯、埃及和以色列；东面与格魯吉亞、亞美尼亞、阿塞拜疆、伊朗、伊拉克和叙利亚多國接壤；西临爱琴海，并在西北部与希腊以及保加利亚接壤。
土耳其位於歐洲部分的領土是巴爾幹半島的东色雷斯，其他部分则屬小亚细亚（又称安那托利亚）。安那托利亚半岛形状大致呈长方形，占土耳其总面积97％。位於歐洲部分的東色雷斯所占面积虽然少於3％，却容納了土耳其10%以上的人口，其中大部分居住在伊斯坦堡。東色雷斯与小亚细亚被博斯普鲁斯海峡、達達尼爾海峽和马尔马拉海分开。
土耳其大部分屬高原地形，地殼持續變動，地震頻繁。

### 地理區域
土耳其可分為7大地理區域：
- 地中海地區
- 東部安那托利亞地區
- 爱琴海地区
- 東南安那托利亞地區
- 中部安那托利亞地區
- 黑海地區
- 馬摩拉地區

### 重要城市
| 1  | 伊斯坦堡   | 伊斯坦堡   | 13,820,334 | 11 | 開塞利         | 开塞利         | 880,255 |
| 2  | 安卡拉     | 安卡拉     | 4,474,305  | 12 | 埃斯基谢希尔   | 埃斯基谢希尔   | 670,544 |
| 3  | 伊茲密爾   | 伊兹密尔   | 2,828,927  | 13 | 蓋布澤         | 科贾埃利       | 582,352 |
| 4  | 布爾薩     | 布尔萨     | 1,769,752  | 14 | 尚勒烏爾法     | 尚勒乌尔法     | 551,511 |
| 5  | 阿達納     | 阿达纳     | 1,645,965  | 15 | 代尼茲利       | 代尼兹利       | 540,000 |
| 6  | 加濟安泰普 | 加济安泰普 | 1,465,019  | 16 | 薩姆松         | 薩姆松         | 523,192 |
| 7  | 科尼亞     | 科尼亚     | 1,138,609  | 17 | 卡赫拉曼馬拉什 | 卡赫拉曼马拉什 | 458,628 |
| 8  | 安塔利亞   | 安塔利亚   | 1,027,551  | 18 | 阿达帕扎勒     | 萨卡里亚       | 449,290 |
| 9  | 迪亚巴克尔 | 迪亚巴克尔 | 906,013    | 19 | 馬拉蒂亞       | 马拉蒂亚       | 425,000 |
| 10 | 梅爾辛     | 梅尔辛     | 898,813    | 20 | 埃拉泽         | 埃尔祖鲁姆     | 381,104 |

## 经濟

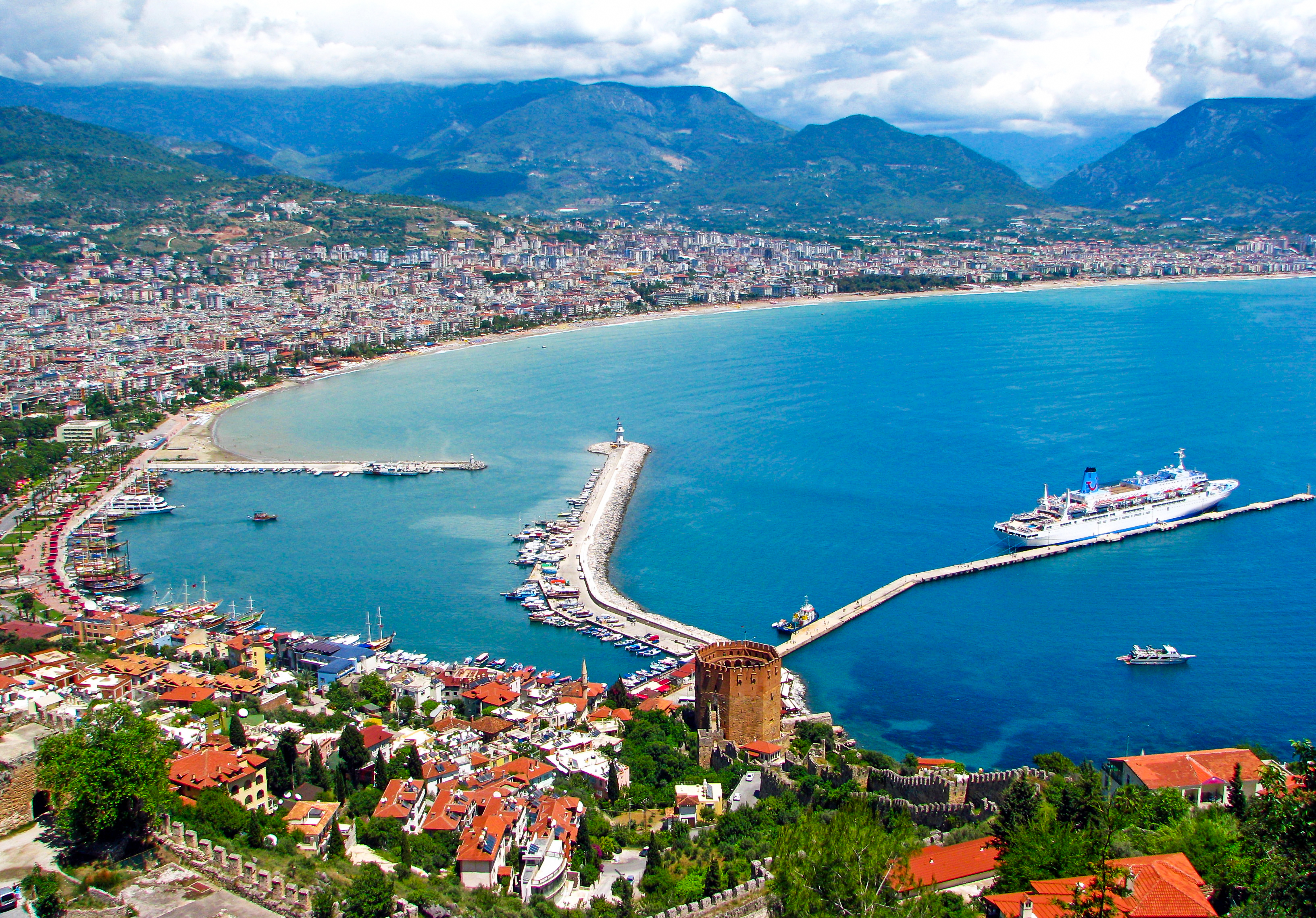
阿拉尼亚沿岸的旅遊業

土耳其為世界第11大國內生產總值（購買力平價）之經濟體，在人均國內生產總值（購買力平價）方面則位居第45。土耳其為經濟合作暨發展組織(OECD)之創始會員國，也是二十國集團(G20)的成員；1995年12月31日土耳其已成為歐盟海關同盟的一員。也是歐盟會員國候選國之一。
世界銀行就土耳其2007年之人均国内生产总值分類其為中高所得國家。中央情報局將土耳其分類為類已開發國家，但經濟學家及政治學家常將土耳其認定為新興工業化國家，美林證券、世界銀行及經濟學人雜誌則將其歸類為新興市場。
根據雜誌的調查，土耳其的經濟首都伊斯坦堡於2013年3月有37位十億富豪（全國則有43位），排名世界第5，僅次於莫斯科（84位）、紐約（62位）及有93位的香港和有63位的倫敦，但37名富豪的資產總值卻比富豪數量較少的聖保羅（26位）和孟買（24位）低。
如同多數國家的經濟體，土耳其經濟亦受全球經濟危機影響。土耳其財政部公佈的經濟赤字於2009年上半年急增至232億里拉（150億美元）。復甦期反彈土耳其股市於2009年間幾乎上升了兩倍。根據經濟學人雜誌，土耳其股市的漲幅在2008年12月至2009年12月間僅次於阿根廷股市。
2018年，土耳其陷入货币和债务危机。

## 產業

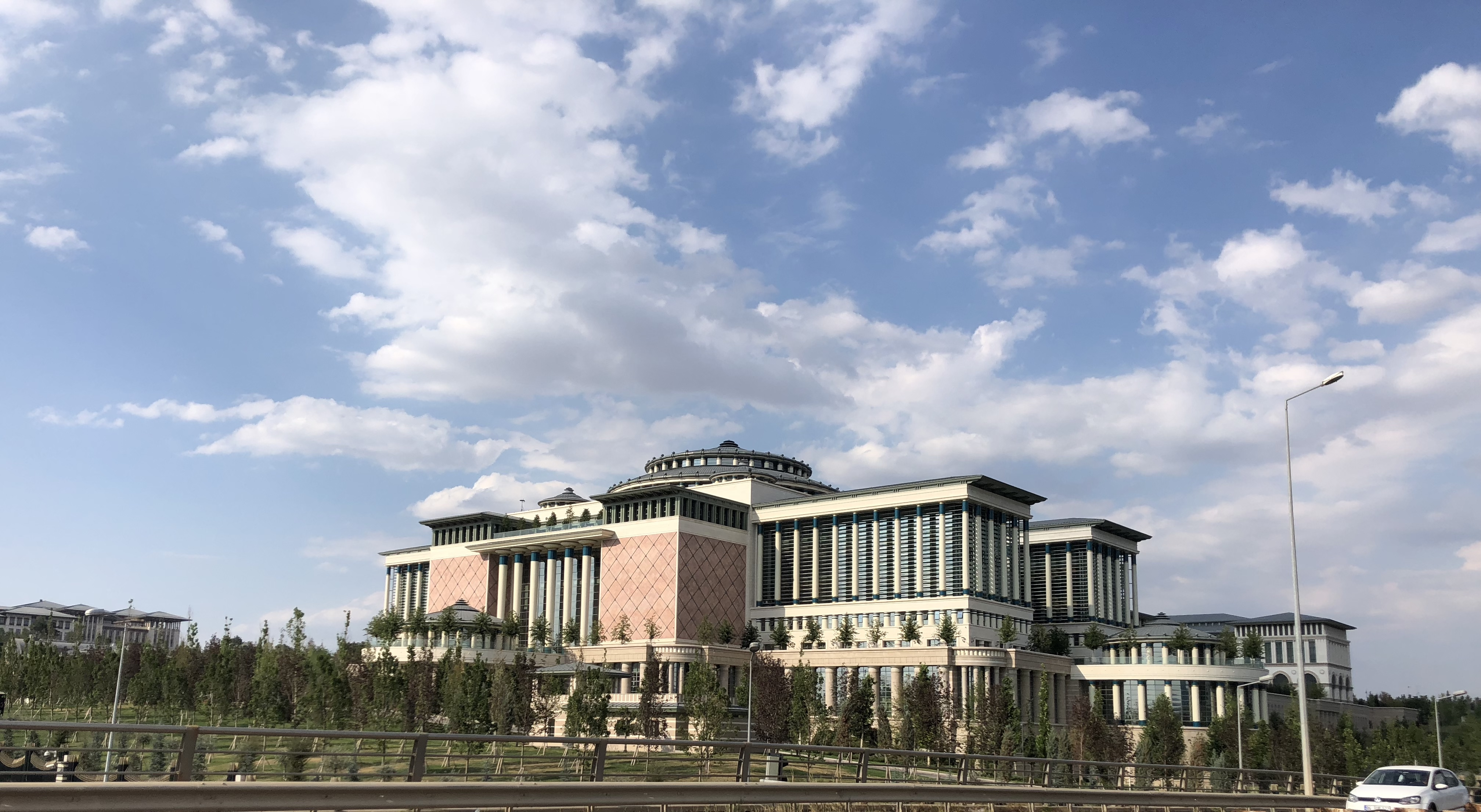
首都安卡拉

### 建築業
根據土耳其工程公會資料整理，2012年，土耳其有33家工程公司被國際建築業界週刊工程新紀錄(Engineering News Record)列入國際前225家工程公司名單中，土耳其名列第二，僅次於中國大陸。土耳其工程公司歡迎與外國公司合作，不只在承包工程方面，還包括在建築業的投資，從製造建材到基礎建設、住宅、工業和觀光等之工程計畫案。並且土耳其工程公司公會統計，截至2012年底，土耳其工程公司在全球96個國家承接接近6,700個案子，總值達到約2,300億美元，較2011年成長31%。這也使土耳其躋身世界前12大建材製造國，特別是在供應水泥、玻璃、鋼鐵和磁磚等產品方面。

### 旅遊業
土耳其的觀光業主要以考古與歷史遺跡探訪，以及愛琴海與地中海沿岸的海邊休閒渡假模式為主。近年來，土耳其也成為文化尋訪、身心放鬆按摩與健康醫療旅遊的重鎮。依據土耳其統計局的資料顯示，2002年至2005年前往土耳其的外國旅客大幅成長，從1,280萬人次成長至2,120萬人次，使得土耳其成為全球遊客的前10大旅遊目的地。2011年前往土耳其觀光遊覽的人數高達3,615萬人次，每人平均消費金額約為637美元，該年度內即為土耳其帶來了230億美元的收入。2012年的外來旅客人次成長至3,677萬人次。若以前往土耳其觀光遊覽的來源國家分析，則以德國最多，2012年即有503萬人次，其次是來自俄羅斯的360萬人次及英國的246萬人次，來自中東地區國家的遊客人數近年也急起直追，2011年來自伊朗的觀光客以188萬人次居第4位，惟2012年改由保加利亞的149萬人次取代。觀光客除瀏覽土耳其著名歷史遺跡以及中部奇岩風景區，另一個最受歡迎的觀光地區就是土耳其南部沿愛琴海與地中海岸的渡假勝地。
2015年前往土耳其觀光遊覽的人數高達4,162萬人次，每人平均消費金額約為756美元，該年度內即為土耳其帶來了315億美元的收入(較前年衰退8.3%)。恐攻影響，世界旅遊版圖重劃，土耳其受創深鉅。土耳其統計局(TUIK)發布2016年外國觀光遊客統計：觀光客人數較2015年減少1,030萬人(減幅24.75%)，收入減少93億美元(減幅29.61%)。近年恐攻頻起，2015年土耳其觀光收入即減少8.3%；2016年7月政變雪上加霜，遊客益形卻步。

### 電腦產業
土耳其資訊科技產業中，電腦製造商占有主要的地位；電腦的年銷售量達350萬台。土耳其的電腦製造商依其市占率可分為三組：第一組包括Casper、Excort、Exper、Vestel和Beko；第二組有Byron和Aidata；第三組有Zenon和Pro2000。

### 消費電子業
土耳其的消費電子產業主要以消費電子與電子通訊設備為主。其中消費電子產業最主要的生產項目是電視機。消費者崇尚液晶電視之趨向，使得土耳其電視機製造商必須持續投資於新技術的開發。土耳其製電視機在歐盟消費者心目中，已具備價格與品質雙重優勢。

### 白色家電業
土耳其家用電器業於1950年代從組裝生產逐步發展。最早的產品於1955年製造完成，土耳其最早生產的冰箱是ARCHELIK所製造，並於1960年開始上市。土耳其的家電業最初是透過授權生產，隨後歷經技術轉移，如今已可自行設計並且運用自行開發之技術，而打入全球的利基市場。如今家電業已成為土耳其發展完善的產業。
另土耳其家用電器製造商創造了有力的自有品牌，在國內市場獲得了消費者的支持，同時在海外市場，主要是歐盟國家，也頗有斬獲。土耳其國內市場家用電器主要的品牌為Arcelik、Beko、Altus、Aygaz、Profilo、Bosch、Siemens (BSH-Profilo)、Vestel、Ariston和Indesit。

### 汽車工業
土耳其汽車工業的萌芽可以溯自1950年代中期，至1960年代初期開始逐步快速發展，並且吸引了許多歐、美及日本等海外汽車製造商前來設置組裝廠。如今土耳其已成為歐盟國家最大的巴士製造與第3大輕型商用車的製造國。
由於土耳其於1996年加入歐洲關稅同盟，因而土耳其的汽車工業可以說是歐洲的後窗，該國所產製的汽車近半數皆銷往歐洲，雖然土耳其加入歐盟時程未定，但是土耳其的汽車工業已與歐盟國家整合了。汽車零配件製造商則超過700家，生產各類零配件供應當地組裝廠及出口之需。土耳其是中東地區的汽車製造業中心。由於甚具出口潛力，加上地理的優勢，土耳其汽車零配件製造業已經吸引很多外國投資者。

### 紡織業
土耳其是全球紡織成衣業的重鎮，也是歐盟第2大的供應來源國。針織成衣出口約占全球市場4.3%，列所有出口國家第4大。平織成衣出口市場占有率為2.9%，居全球第8大。土耳其紡織業是全球前10大國家之一。2012年土耳其紡織成衣出口總值達255億美元，土國從事紡織成衣外銷的廠商家數約1萬6,000家，多聚集在伊斯坦堡、伊茲密爾、Denizli、Bursa、Kahramanmaras及Gaziantep等地區。

### 鋼鐵業
鋼鐵業為土耳其重要產業之一，土耳其鋼鐵最主要的出口市場是中東，最主要的三大出口市場為沙烏地阿拉伯、伊拉克与阿拉伯聯合大公國三個國家。2012年全球粗鋼(crude steel)產量為15億公噸，相較於2011年的成長率6.8%，2012年的粗鋼產量衰退5%，主要的生產國如日本、德國、烏克蘭、巴西等在2012年皆呈現衰退情形，而土耳其在2012年仍維持穩定成長5.2%，產量達3,590萬公噸。

### 農業
土耳其土地面積約7,800萬畝，農業用地總面積約3,900萬畝，可耕種面積約2,400萬畝，森林面積則約為2,100萬畝。就農業用地而言，是全世界最大的國家之一，也是世界上少數不需要仰賴進口即可自給自足、並有多餘的農產品可供外銷的國家。土耳其農業在經濟發展上一直扮演著重要的角色，土耳其是全球最大的榛果、無花果、杏仁、杏桃、葡萄乾的生產國，及第4大的生鮮蔬果，第6大的煙草，第8大的穀類及第10大的棉花生產國，每年生鮮蔬果的產量達4,000萬公噸，出口農產品包含了穀類、豆類、糖、堅果、乾果、橄欖油等，主要出口市場為歐盟、美國及中東國家。

### 礦業
主要礦產包括：煤、原油、鐵、硼、鉻及銅。土耳其硼礦藏量占全世界三分之二，亦為全球五大鉻原礦供應國之一，鉻礦藏量占世界70%，為世界第一，產品大部份外銷中華人民共和國。

### 資源
土耳其在黑海擁有儲量可觀的天然氣田。2022年12月26日，土耳其总统表示土耳其在黑海地区新发现580亿立方米的天然气资源。

## 教育
土耳其提供6-14岁的义务教育，总共有大约820所包括大学在内的各类教育机构，学生总数大约为一百万。15所主要的国立大学位于伊斯坦布尔和安卡拉。非义务教育主要由土耳其高等教育委员会负责，并由納稅人资助。大学从1998年开始獲得了更大的自治权，并积极和各地的商业机构合作以提高大学的基金收入。
土耳其总共有大约208所大学，主要分为国立和私立。国立大学收取非常低的学费，而私人基金建立的大学则收取较高的学费，有些甚至超过15000美元。土耳其的大学资源配置并不平均，有些大学足以与世界各國名校並列，但有的甚至缺乏最基本的教育设施和资源。土耳其的大学收生數量不多，全國大学的學生数量大概为30万，而每年的联考人数有一百万左右，因此能進大學的學生都可說是国家中少数的幸运儿。大学生需接受2-4年的学士教育，而硕士则大多为2年。
土耳其的科技研究中心集中在基本科学研究，总数为64所科研中心和组织。科研成果集中在农业，林业，医疗，生物科技，核科技，矿业，資訊科技业及国防。

## 體育
雖然大部份的領土位於亞洲，但土耳其現在是歐洲奧林匹克委員會及歐洲足球協會聯盟成員。土耳其國內的足球聯賽為土耳其超級足球聯賽，其中的一些隊伍如加拉塔萨雷、费内巴切和贝西克塔斯等更時常躋身歐冠聯賽和歐羅巴聯賽。土耳其亦擁有自己的土耳其籃球聯賽，屬歐洲籃球協會成員。

## 圖集

位於伊斯坦堡的聖索菲亞大教堂
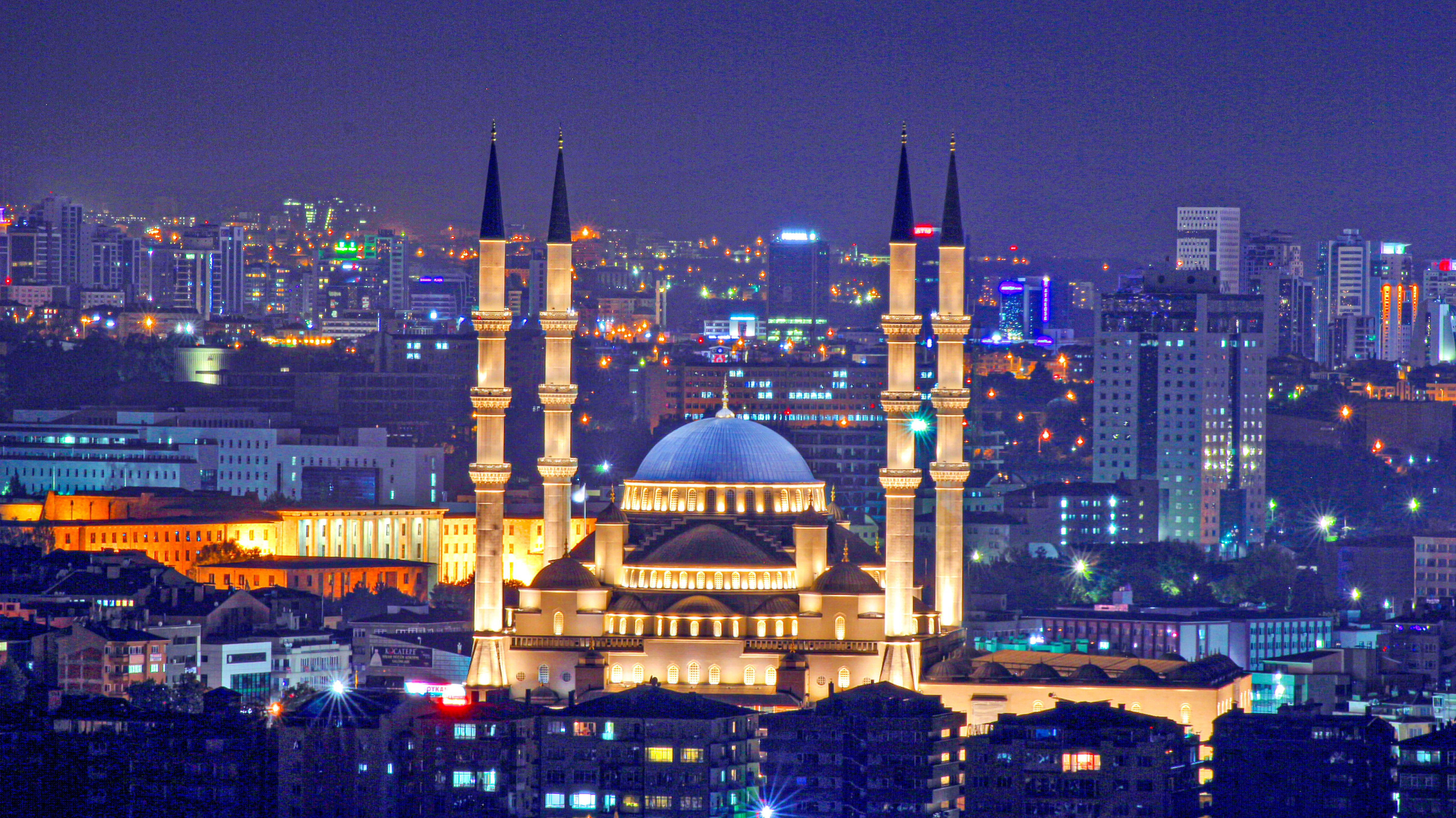
首都安卡拉的科札德佩清真寺
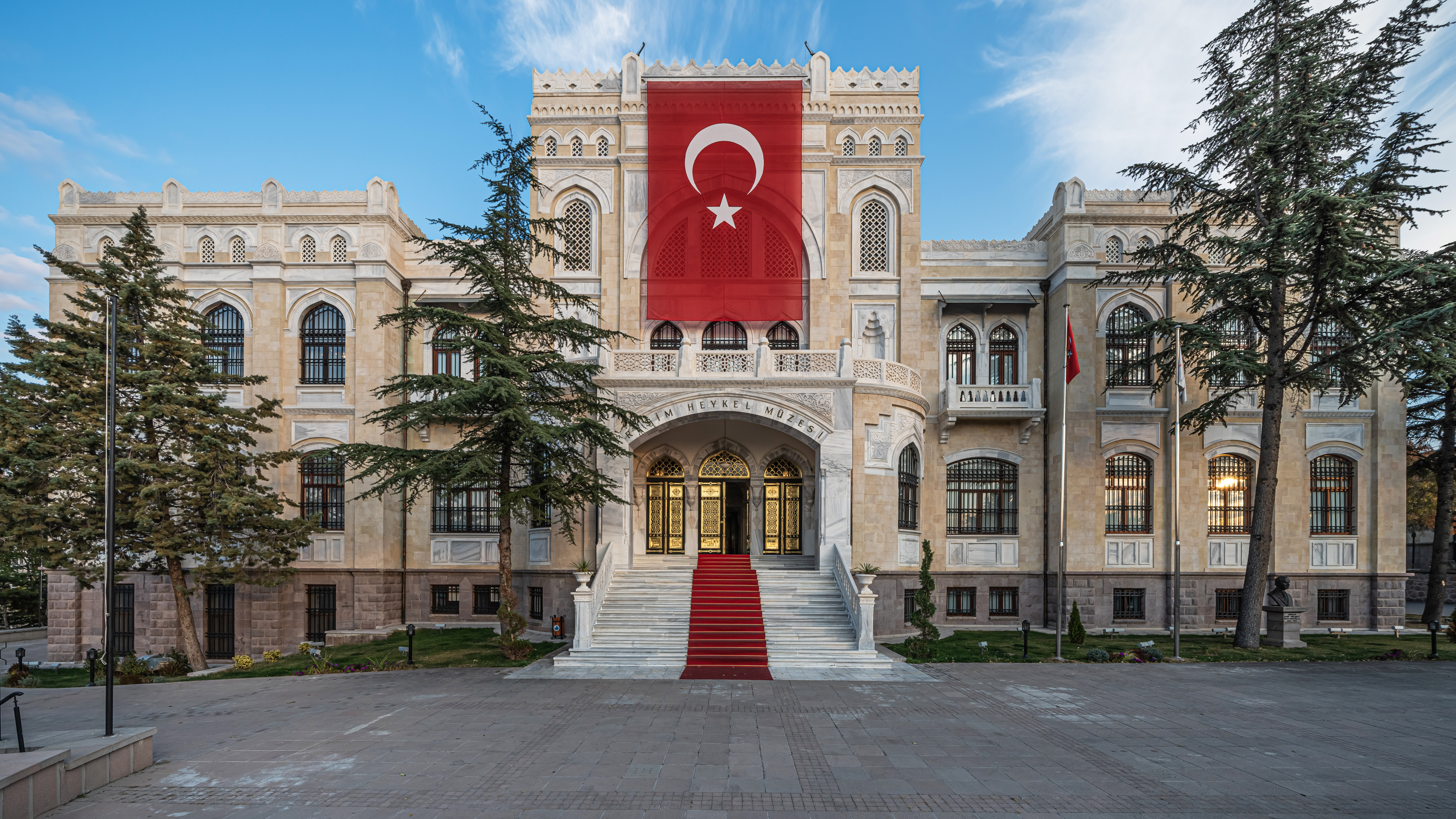
土耳其國家藝術和雕塑博物館（英语：State Art and Sculpture Museum）
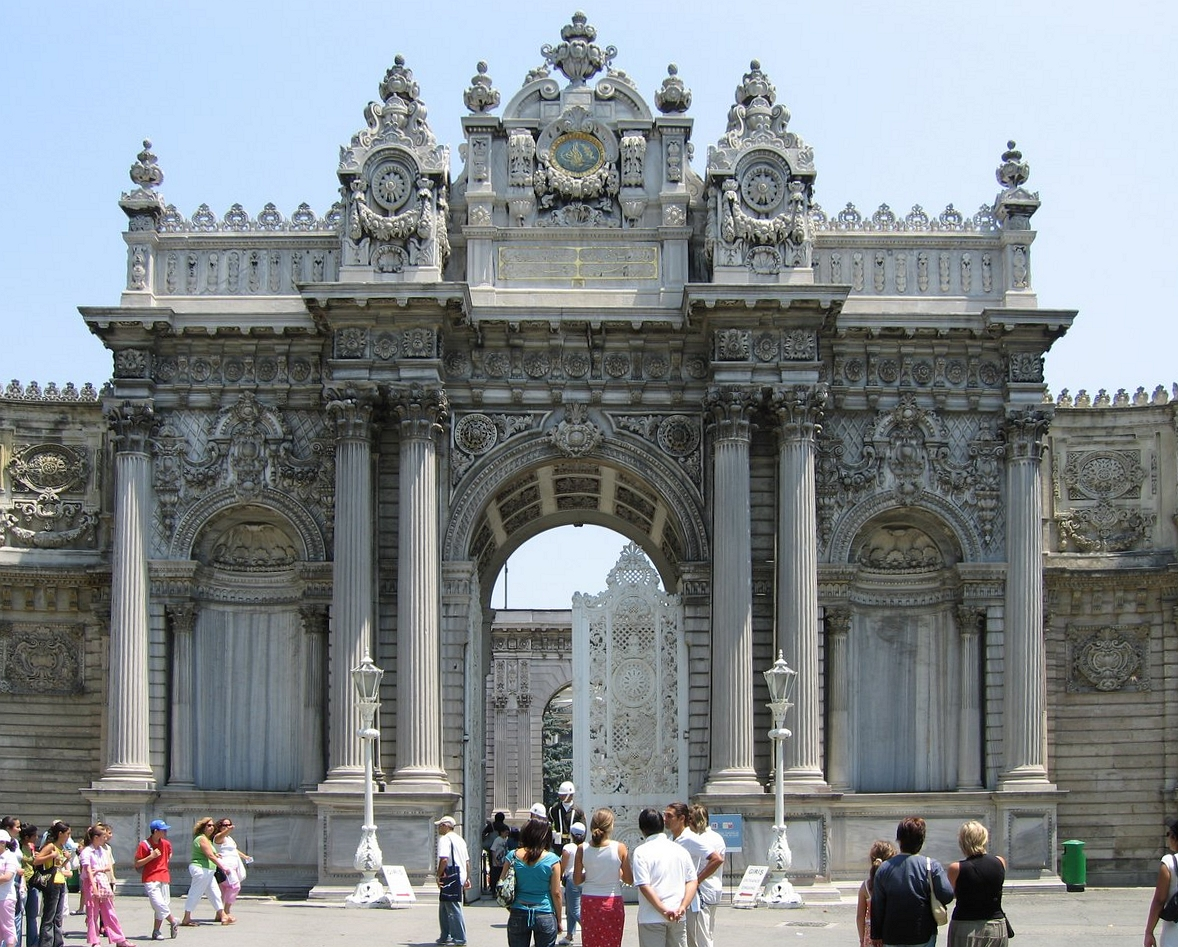
多爾瑪巴赫切皇宮
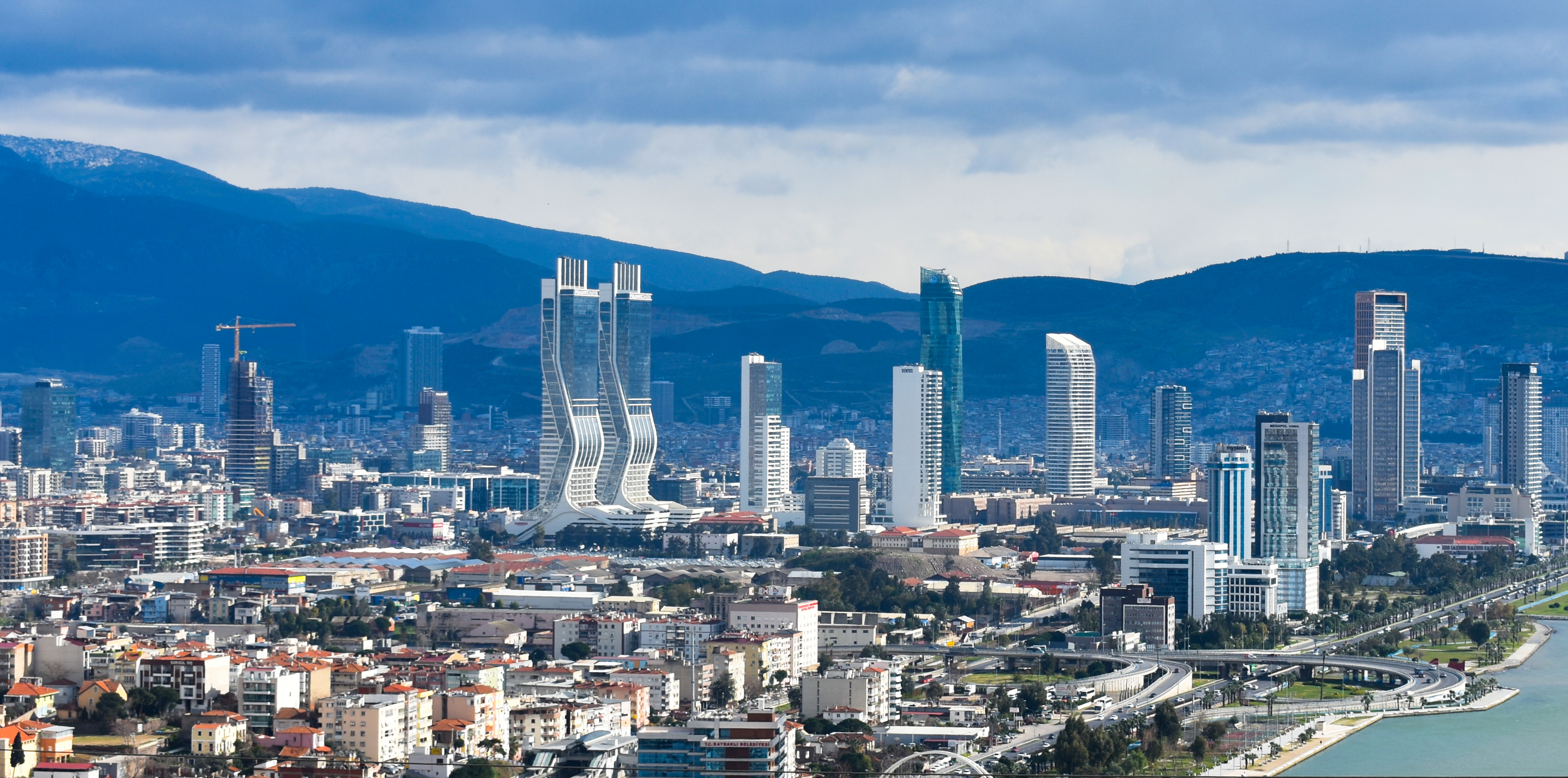
于伊兹密尔钟楼拍摄的天际线
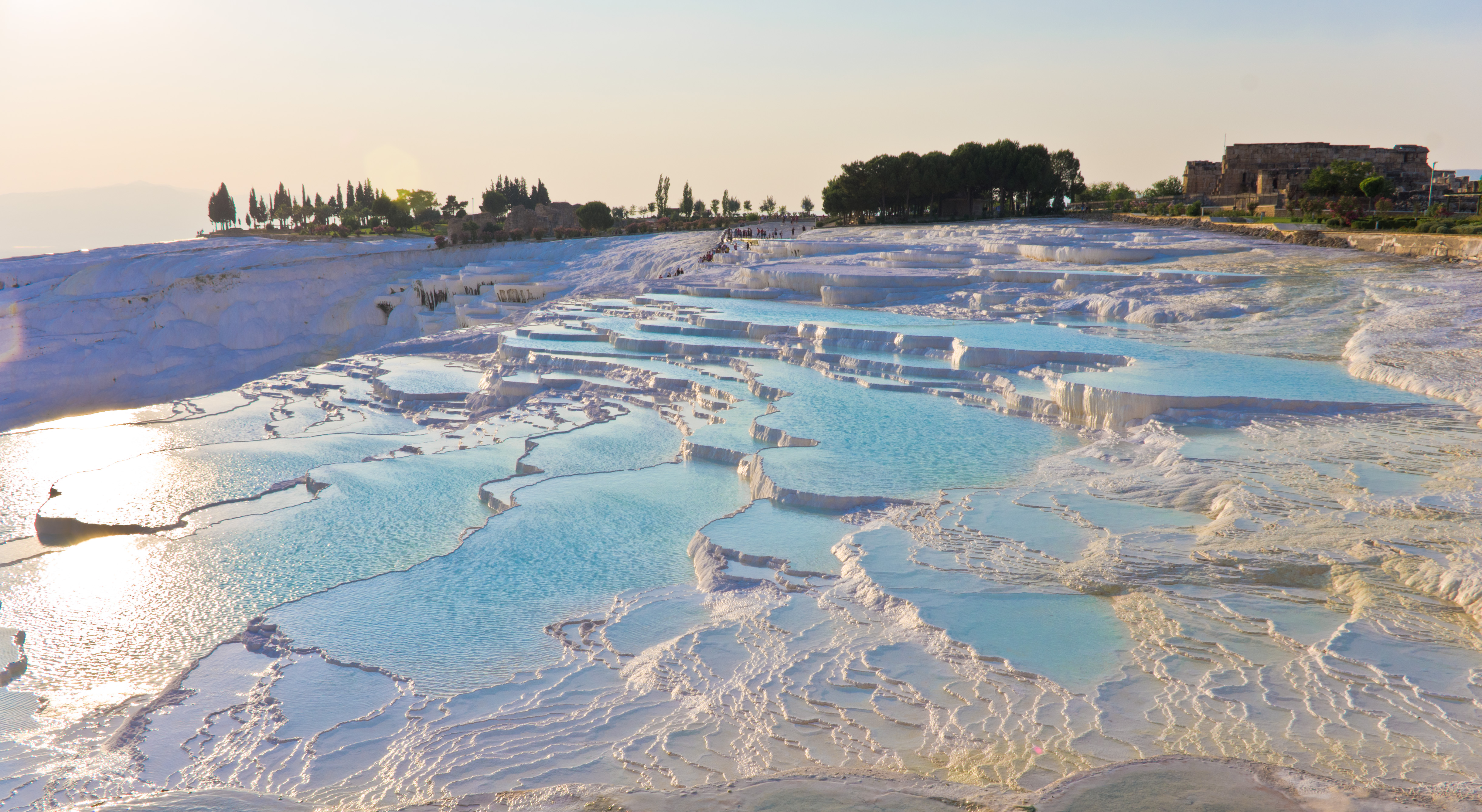
土耳其的著名旅遊景點棉花堡
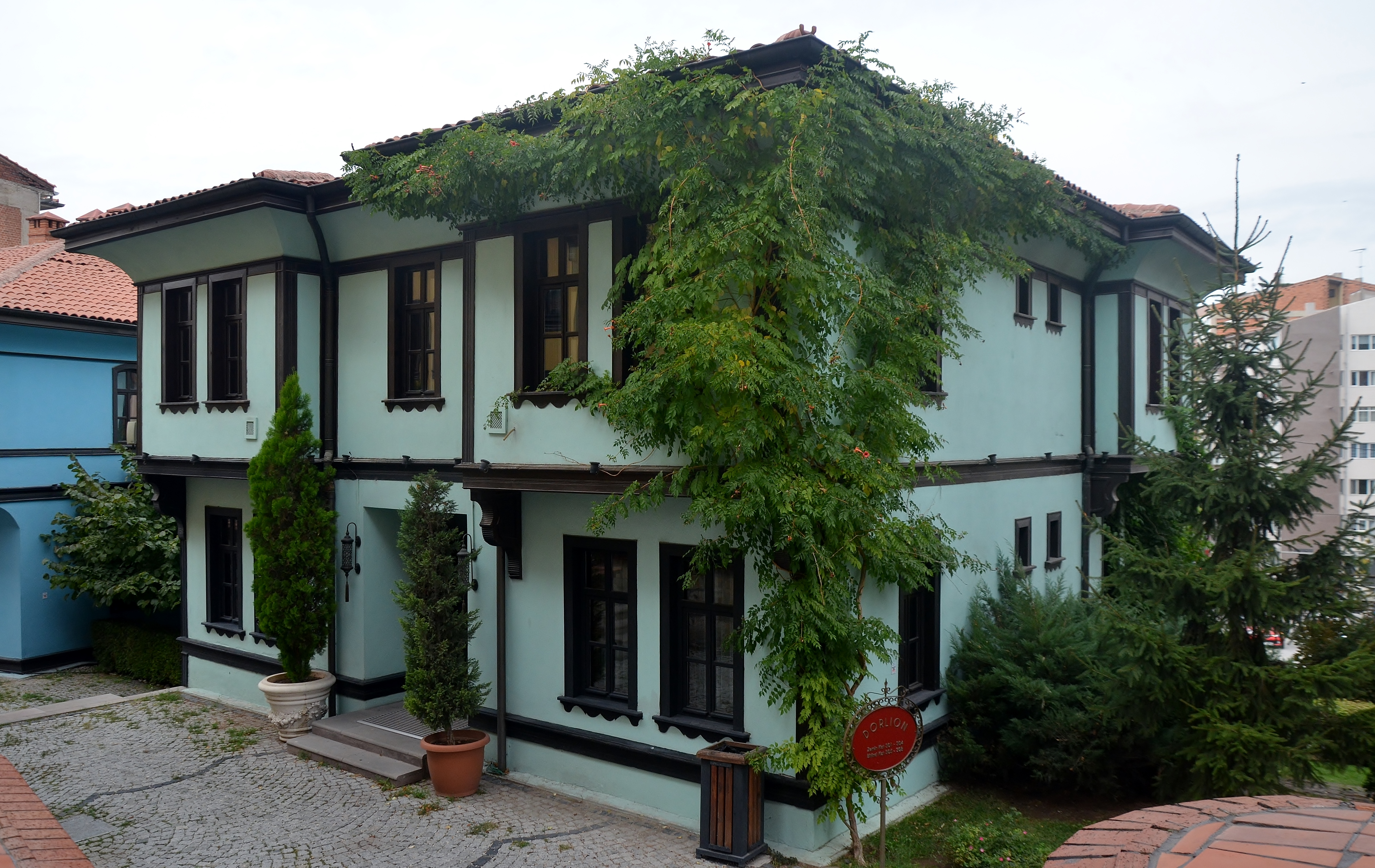
土耳其西北部城市埃斯基謝希爾
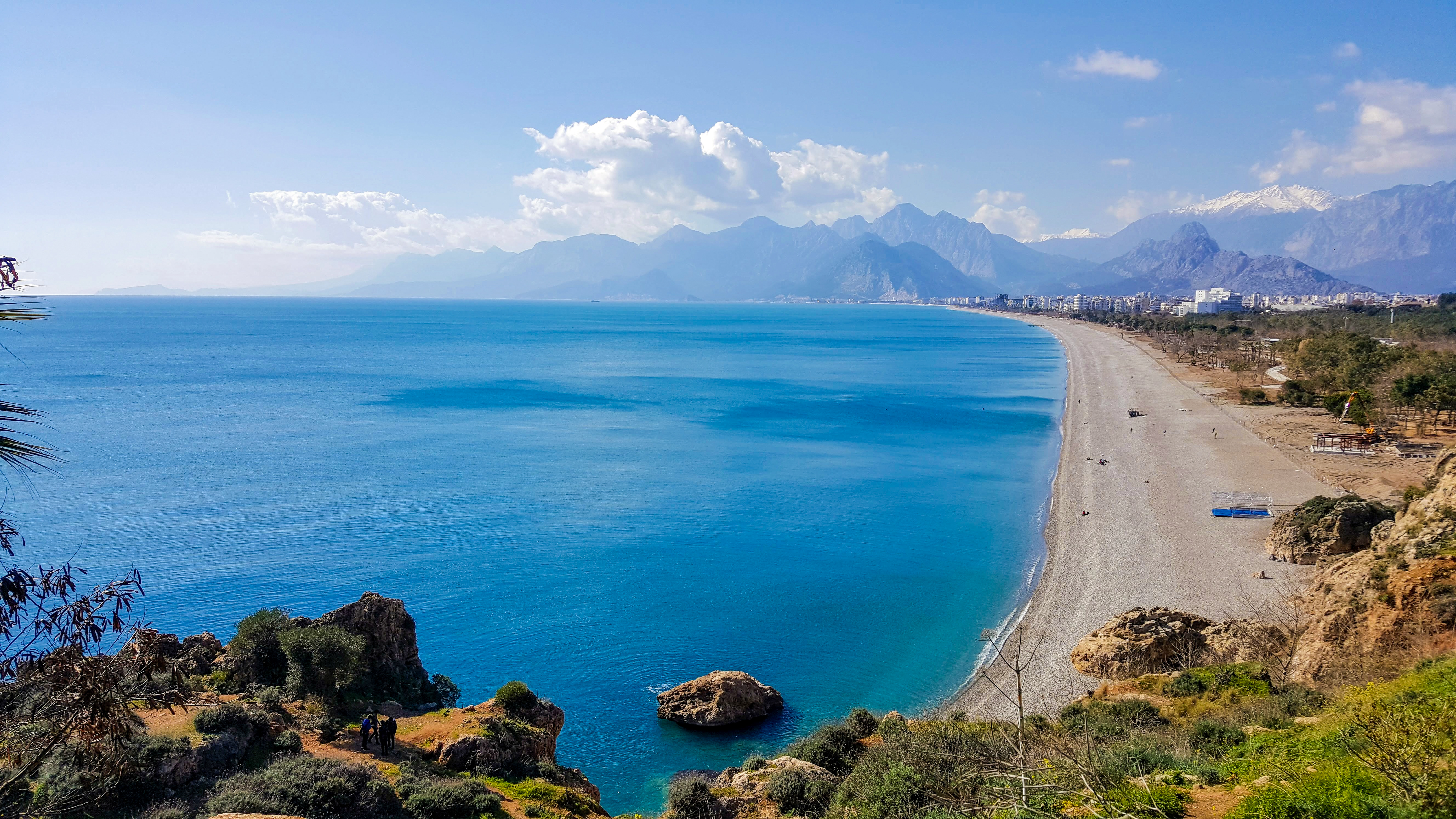
安塔利亞，地中海旅遊勝地
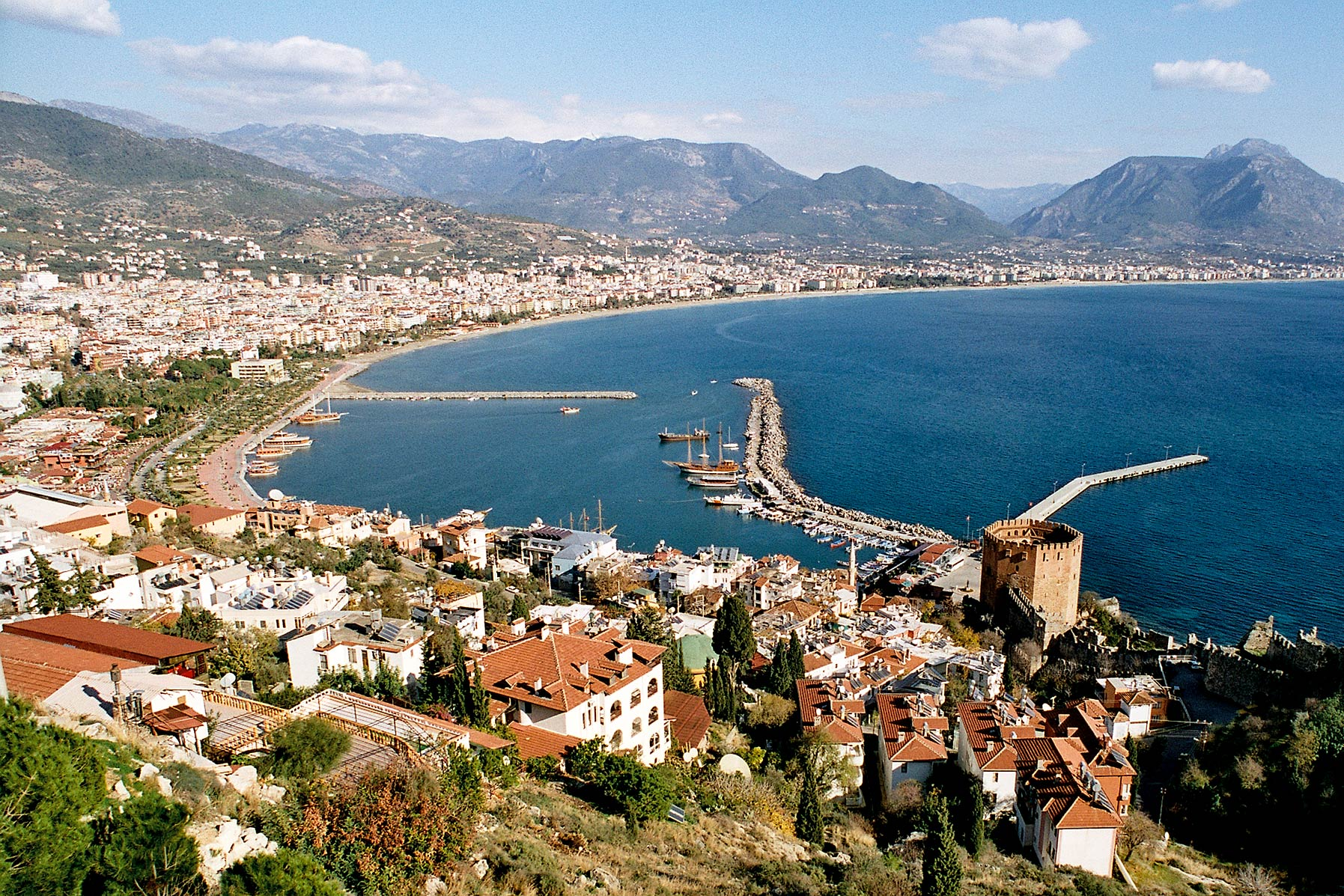
地中海沿岸的另一座旅遊城市阿拉尼亞
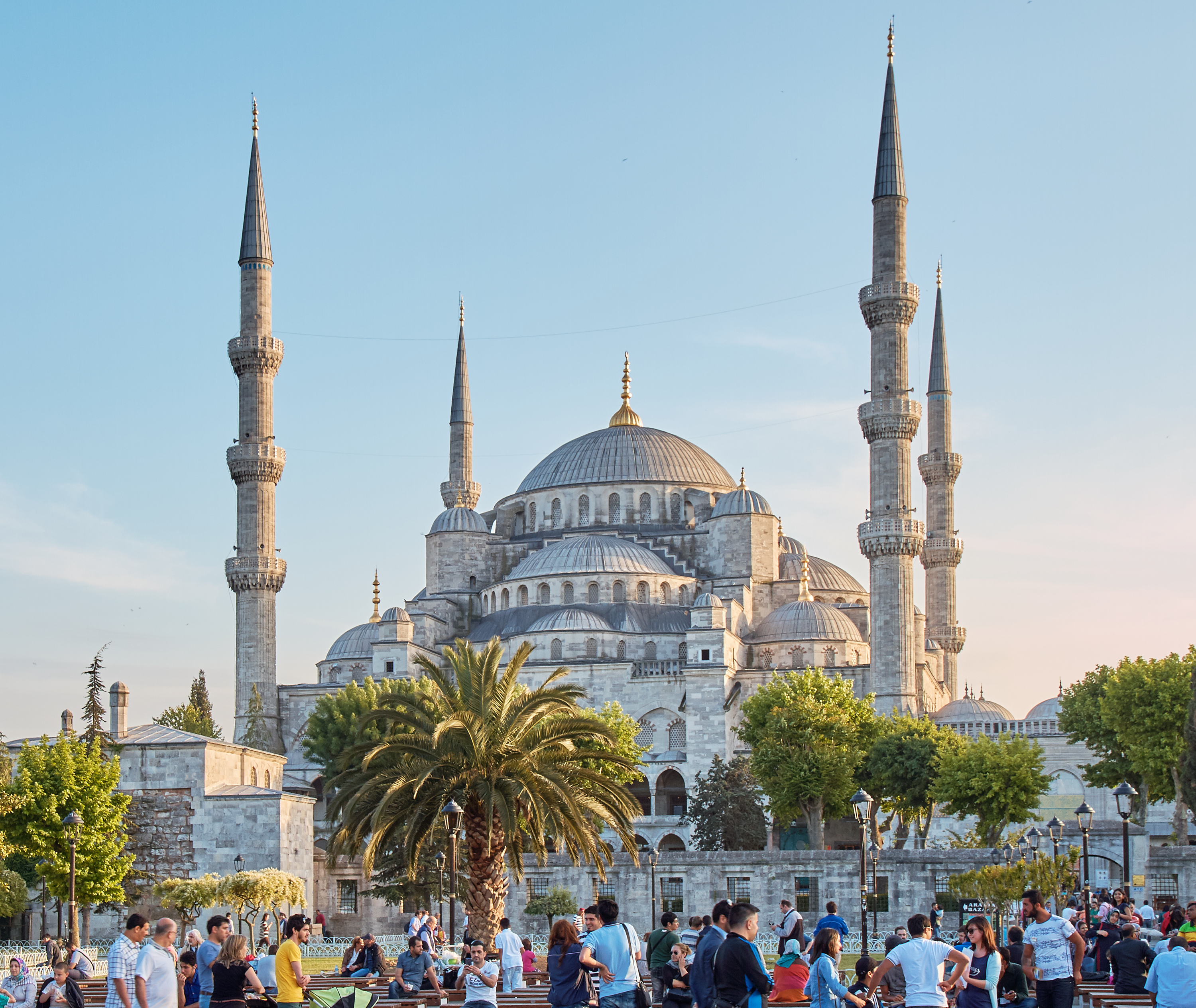
因室內磚塊所用的顏色是藍色而被稱為「藍色清真寺」的蘇丹艾哈邁德清真寺
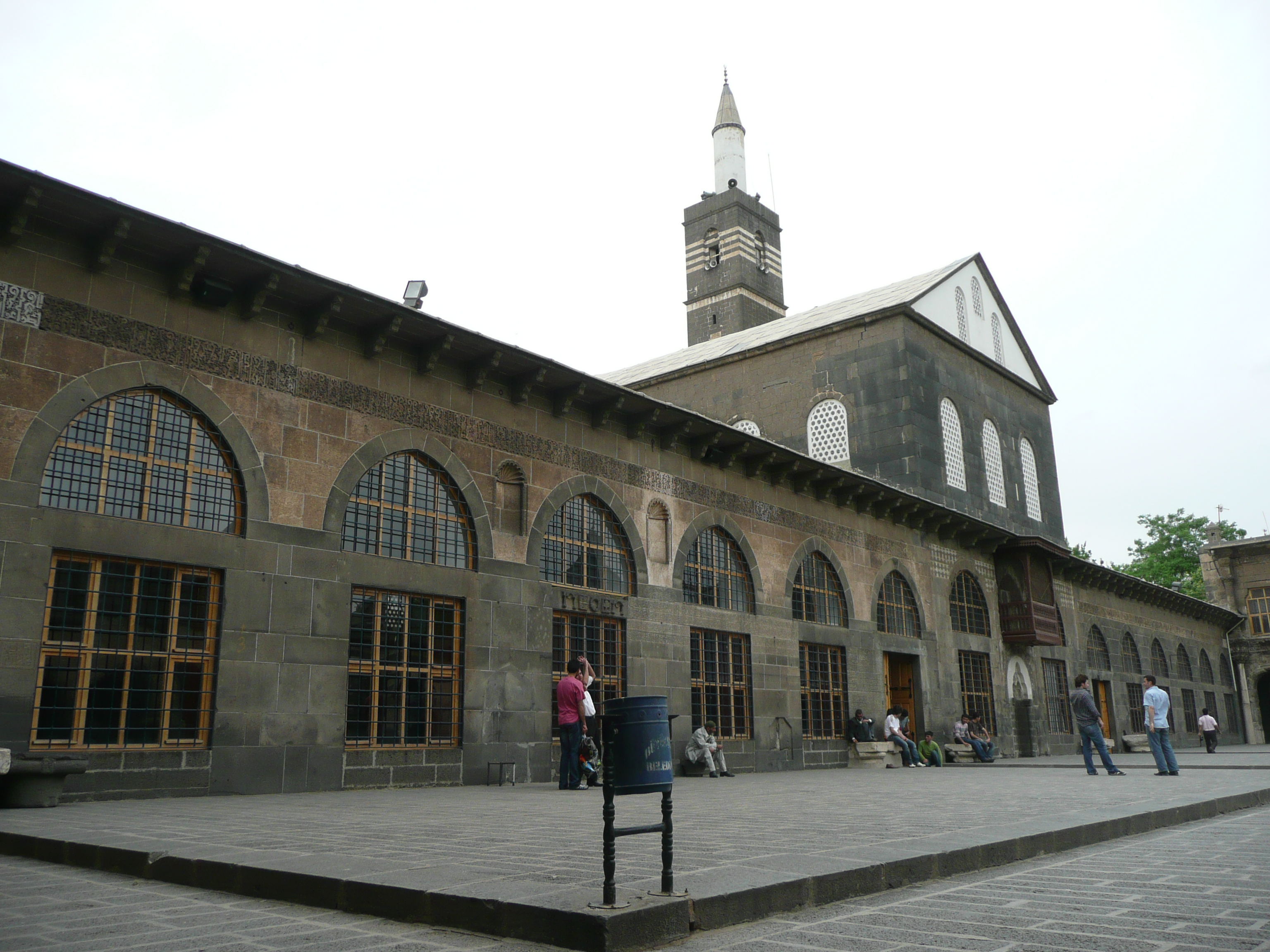
迪亞巴克爾大清真寺